# اسطوره‌شناسی هوپی

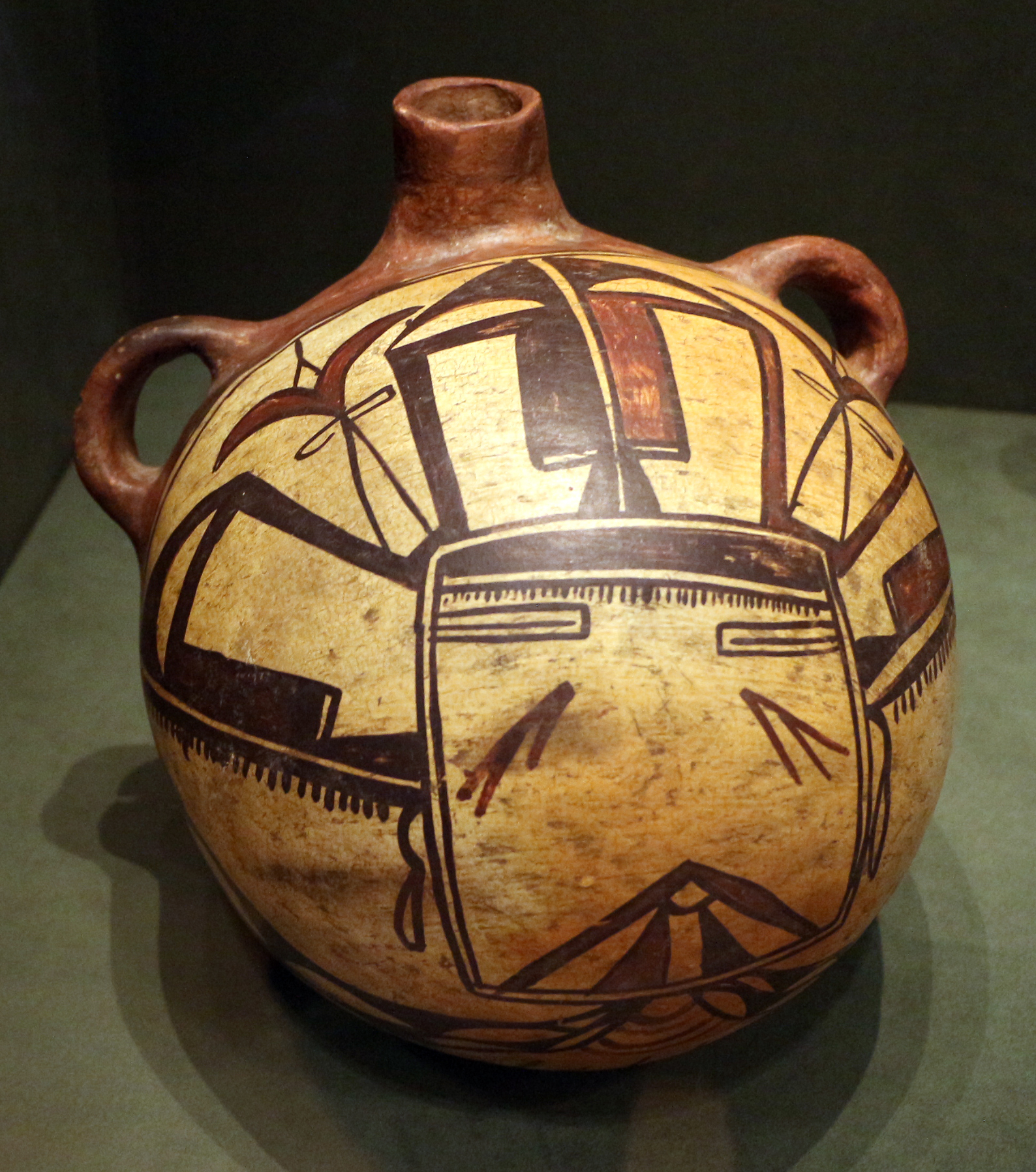
کوزه آب هوپی با تصویر یک کچینا، ۱۸۹۰

اسطوره‌شناسی هوپی (به انگلیسی: Hopi mythology) مربوط به سنت مذهبی و اسطوره‌ای پیچیده هوپی‌ها است که قدمت آن به قرن‌ها پیش برمی‌گردد. این‌که قطعاً همه هوپی‌ها به‌عنوان یک گروه به آن اعتقاد دارند یا نه دشوار است. مانند فرهنگ شفاهی بسیاری از جوامع دیگر، اسطوره‌شناسی هوپی به‌طور یکسان و یک‌دست روایت نمی‌شود و هر تخت‌تپه هوپی یا حتی هر روستا ممکن است روایت خاص خود را از یک داستان خاص داشته باشد، اما «در اصل، انواع اسطوره‌های هوپی شباهت‌های زیادی با یکدیگر دارند.» همچنین مشخص نیست که داستان‌هایی که به غیر هوپی‌ها توسط انسان‌شناسان و قوم‌نگاران گفته می‌شود، نمایانگر باورهای اصیل هوپی هستند یا صرفاً داستان‌هایی هستند که برای افراد کنجکاو گفته می‌شوند که آموزه‌های مقدس هوپی را حفظ می‌کنند. هارولد کورلندر متخصص فرهنگ عامه می‌گوید: «نوعی بی‌میلی در هوپی‌ها درباره بحث در مورد موضوعاتی که می‌توانند اسرار آیینی یا سنت‌های دین‌محور تلقی شوند، وجود دارد.»

## خدایان اصلی

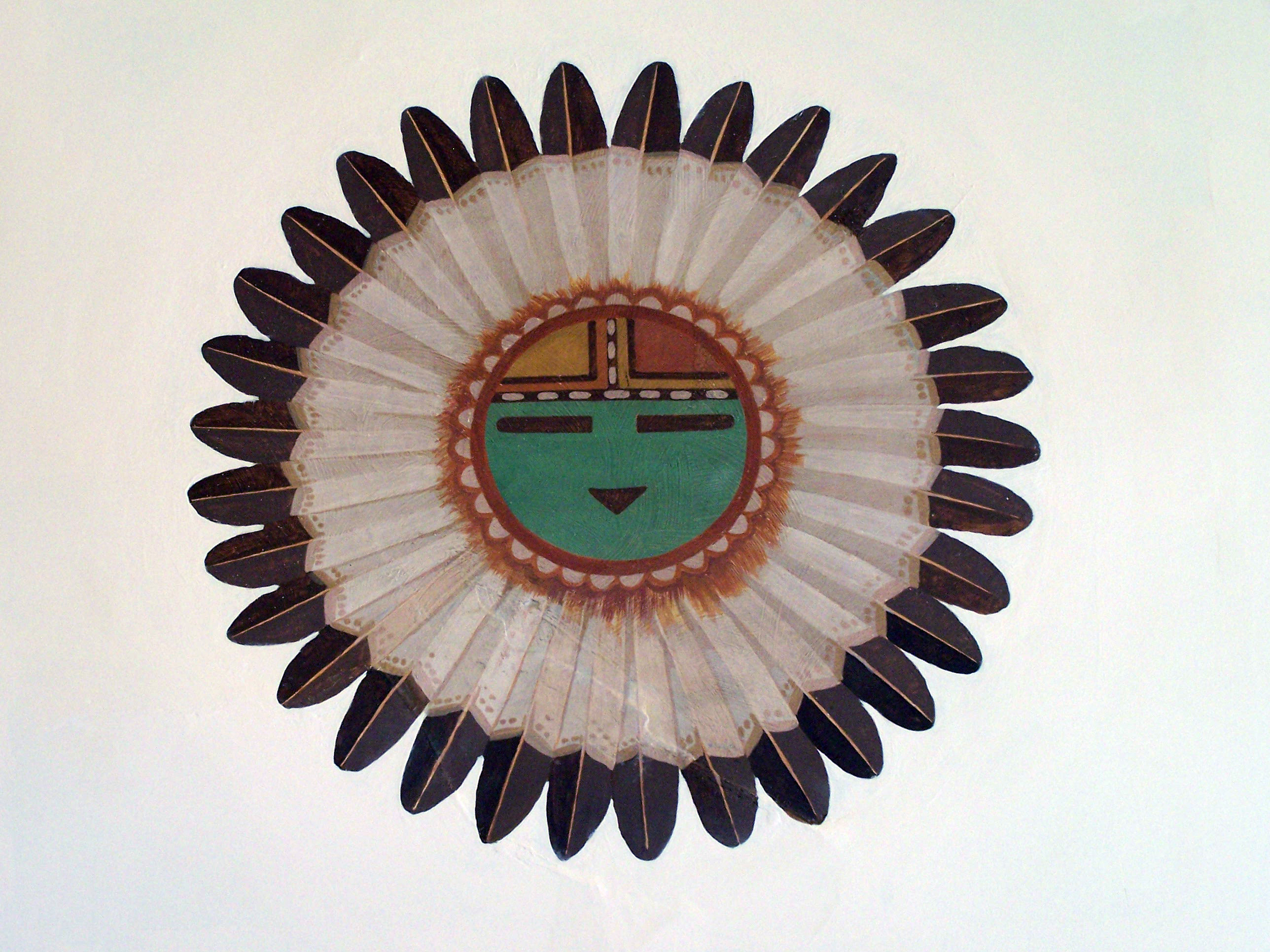
تاوا، روح خورشید و خالق در اساطیر هوپی.

بیشتر داستان‌های آفرینش هوپی حول محور تاوا، روح خورشید، می‌چرخد. تاوا خالق است و او بود که «جهان اول» را از توکپلا یا فضای بی‌پایان و همچنین ساکنان اولیه آن شکل داد. هنوز هم رسم است که مادران هوپی برای نوزادان خود از خورشید طلب برکت کنند. روایت‌های دیگر می‌گویند که تاوا یا تایووا، ابتدا سوتوکنانگ را که او را برادرزاده خود می‌نامید، آفرید و او را فرستاد تا نه جهان را طبق نقشه خود خلق کند. سوتوکنگ همچنین «زن عنکبوتی» را خلق کرد که پیام‌آور خالق و واسطه‌ای بین خدا و مردم باشد. در برخی از نسخه‌های اسطوره آفرینش هوپی، او تمام حیات را تحت هدایت سوتوکنانگ می‌آفریند. داستان‌های دیگری می‌گویند که زندگی توسط زن سرسخت غرب و زن سرسخت شرق خلق شده است، در حالی که خورشید صرفاً این روند را مشاهده کرده است.
ماساوو (Maasaw، Mausauu)، مرد اسکلتی، روح مرگ، خدای زمین، دروازه‌بان جهان پنجم و نگهبان آتش بود. او همچنین استاد جهان بالا یا جهان چهارم بود و زمانی که مردمان نیک از شر جهان سوم به سوی وعده جهان چهارم گریختند، آن‌جا بود. ماساوو کسی توصیف شده که ماسکی زشت بر صورت داشته است، اما باز هم با نشان دادن تنوع اسطوره‌ها در میان هوپی‌ها، ماساوو به‌طور متناوب مردی خوش‌قیافه و جواهرنشان در زیر ماسکش یا موجودی خونین و ترسناک توصیف شده است. همچنین به او صفات خیرخواهانه نیز نسبت داده شده است.
از دیگر خدایان مهم می‌توان به خدایان دوقلوی جنگ، کچینا و کایوتِی حیله‌گر اشاره کرد.
ذرت برای معیشت و مذهب هوپی حیاتی است. «برای هوپی‌های سنتی، ذرت پیوند اصلی است. جوهره آن از نظر فیزیکی، معنوی و نمادین، در وجودشان نفوذ می‌کند. برای مردم مساس، ذرت به خودی‌خود، معاش، شیء تشریفاتی، پیشکش دعا، نماد و موجودی ذی‌شعور است. ذرت به‌معنای واقعی کلمه مادر است، که مردم ذرت را دریافت می‌کنند و به گوشت آن‌ها تبدیل می‌شود، همان‌طور که شیر مادر به گوشت کودک تبدیل می‌شود.»

## چهار جهان
بری پریتزکر می‌نویسد: «طبق افسانه هوپی، وقتی زمان و مکان آغاز شد، روح خورشید (تاوا) جهان اول را آفرید، که در آن موجودات حشره‌مانند در غارها زندگی می‌کردند. تاوا با هدف بهبود، روحی به نام مادربزرگ عنکبوتی را به جهان زیرین فرستاد. مادربزرگ عنکبوتی اولین موجودات را در سفری طولانی به جهان دوم هدایت کرد، که در آن ظاهر گرگ و خرس به خود گرفتند. از آن‌جایی که این حیوانات از حیوانات قبلی شادتر نبودند، تاوا جهان سوم را جدید ساخت و دوباره مادربزرگ عنکبوتی را فرستاد تا گرگ‌ها و خرس‌ها را به آن‌جا منتقل کند. زمانی که به آ‌جا رسیدند تبدیل به انسان شده بودند.» مادربزرگ عنکبوتی به آن‌ها بافندگی و سفالگری آموخت و یک مرغ مگس‌خوار برایشان یک مته کمانی آورد.

### ورود به جهان چهارم

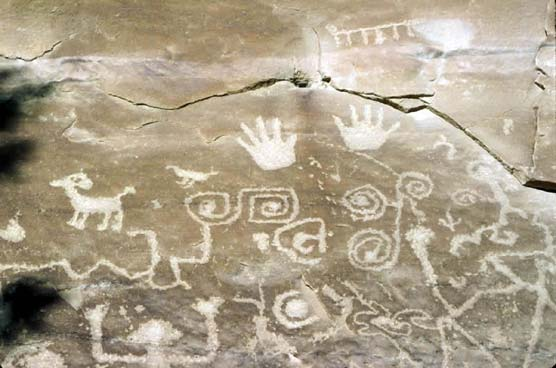
سنگ‌نگاره اجدادی پوبلو در پارک ملی میزا ورده. شکل مارپیچی جعبه‌ای‌شکل نزدیک مرکز عکس احتمالاً نشان‌دهنده «سیپاپو» است، مکانی که اجداد پوئبلوها در داستان آفرینش خود از زمین بیرون آمدند.

دو روایت اصلی در مورد ظهور هوپی‌ها در جهان چهارم وجود دارد.
در یک نسخه، پس از آن‌که شر در میان مردم جهان سوم شیوع یافت، با کمک مادربزرگ عنکبوتی یا ارواح پرندگان، یک نی بامبوی توخالی در بدو ورود جهان سوم به جهان چهارم رشد کرد. این ورودی سیپاپو گرند کنیون است. به گفته بری پریتزکر، «مردمی که قلب‌های خوبی (مهربانی) داشتند، به جهان چهارم راه یافتند.»
روایت دیگر می‌گوید که تاوا جهان سوم را در یک سیل بزرگ نابود کرد. قبل از نابودی، مادربزرگ عنکبوتی افراد درستکارتر را در نی‌های توخالی که به‌عنوان قایق استفاده می‌شدند مهر و موم می‌کرد. وقتی به قطعه کوچکی از زمین خشک رسیدند، مردم چیزی جز آب در اطراف خود ندیدند، حتی پس از کاشتن یک جوانه بزرگ بامبو، بالا رفتن از آن و نگاه کردن به اطراف. سپس مادربزرگ عنکبوتی به مردم گفت که با نی‌های بیشتری قایق بسازند و با استفاده از «سنگ‌های پله» جزیره در طول مسیر، مردم به سمت شرق حرکت کردند تا به سواحل کوهستانی جهان چهارم رسیدند.
اگرچه ممکن است نتوان به‌طور قطعی مشخص کرد که کدام داستان اصلی یا «صحیح‌تر» است، هارولد کورلندر می‌نویسد، حداقل در اورایبی (قدیمی‌ترین روستای هوپی) داستان سیپاپو به بچه‌های کوچک گفته می‌شود و داستان سفر دریایی به آن‌ها مربوط می‌شود. او بیان می‌کند که حتی نام قبیله آب هوپی (پاتکینیامو) به معنای «سکونتگاه روی آب» یا «خانه قایقی» است. او اشاره می‌کند که داستان سیپاپو بر والپی متمرکز است و به‌طور کلی در بین هوپی‌ها پذیرفته‌تر است.
به گفته بری پریتزکر، «در جهان چهارم، مردم درس‌های زیادی در مورد شیوه صحیح زندگی آموختند. آن‌ها یاد گرفتند که ماساوو را پرستش کنند، کسی که تضمین می‌کرد مردگان به سلامت به جهان زیرین بازگردند و چهار لوح مقدس را به آنها داد که به شکل نمادین، سرگردانی‌ها و رفتار صحیح آن‌ها را در جهان چهارم ترسیم می‌کرد. ماساوو همچنین به مردم گفت که مراقب پاهانا، برادر سفید گمشده، باشند.»

### مهاجرت‌ها
هوپی‌ها به محض ورودشان به جهان چهارم، تقسیم شدند و به مجموعه‌ای از مهاجرت‌های بزرگ در سراسر سرزمین روی آوردند. گاهی اوقات توقف می‌کردند و شهری می‌ساختند، سپس آن را رها می‌کردند تا به مهاجرت ادامه دهند. آن‌ها نمادهای خود را روی صخره‌ها باقی می‌گذاشتند تا نشان دهند که هوپی آن‌جا بوده است. مدت‌ها مردم متفرق در گروه‌هایی از خانواده‌ها سرگردان بودند و سرانجام قبیله‌هایی را تشکیل دادند که به نام رویداد یا نشانه‌ای که یک گروه خاص در سفر خود دریافت کرده بود، نام‌گذاری شدمی‌شدند. این طوایف برای مدتی به‌عنوان یک جامعه متحد سفر می‌کردند، اما به ناچار اختلاف نظر پیش می‌آمد، طایفه از هم می‌پاشید و هر بخش راه جداگانه‌ای را در پیش می‌گرفت. همچنان که قبایل سفر می‌کردند، اغلب به هم می‌پیوندند و گروه‌های بزرگی تشکیل می‌دهند، اما این انجمن‌ها منحل می‌شوند و سپس با قبایل دیگر تشکیل می‌شوند. این دوره‌های متناوب زندگی هماهنگ که با شرارت، نزاع و جدایی دنبال شدند، بخش مهمی از اسطوره‌های هوپی را تشکیل می‌دهند. این الگو ظاهراً در جهان اول آغاز شده و حتی تا تاریخ معاصر نیز ادامه دارد.
هر طایفه هوپی در مسیر مهاجرتشان می‌بایست از هر جهت به دورترین نقطه زمین می‌رفت. در دوردست‌های شمال، سرزمینی پوشیده از برف و یخ وجود داشت که «درب پشتی» نامیده می‌شد، اما این در به روی هوپی‌ها بسته بود. هوپی‌ها می‌گویند که مردمان دیگری از طریق درب پشتی به جهان چهارم آمده‌اند. درب پشتی می‌تواند به پل برینگا اشاره داشته باشد که آسیا را به آمریکای شمالی متصل می‌کرد. هوپی‌ها در مهاجرت‌هایشان توسط نشانه‌های مختلف هدایت می‌شدند، یا توسط مادربزرگ عنکبوتی کمک می‌شدند. سرانجام، قبایل هوپی مهاجرت‌های خود را به پایان رساندند و به مکان فعلی خود در شمال شرقی آریزونا هدایت شدند.
بیشتر روایت‌های هوپی حاکی از آن است که ماساوو، روح مرگ و ارباب جهان چهارم، سرزمین خود را به آن‌ها بخشیده است.

### لوح‌های هوپی مقدس
سنت هوپی از لوح‌های مقدسی می‌گوید که توسط خدایان مختلف به هوپی‌ها داده شده است. مانند بیشتر اساطیر هوپی، روایت‌ها در مورد زمان و نحوه‌ دقیق اهدای لوح‌ها متفاوت است.
شاید گفته شود که مهم‌ترین آن‌ها در اختیار قبیله آتش است و مربوط به بازگشت پاهانا است. در یک روایت، یکی از بزرگان قبیله آتش نگران بود که مردمش هنگام بازگشت از شرق، پاهانا را نشناسند. بنابراین او طرح‌های مختلفی از جمله یک پیکره انسانی را روی سنگ حکاکی کرد و سپس بخشی از سنگ را که شامل سر پیکره بود، جدا کرد. این بخش به پاهانا داده شد و به او گفته شد که آن را با خود برگرداند تا هوپی‌ها فریب جادوگر یا ساحره را نخورند.

## کچینا

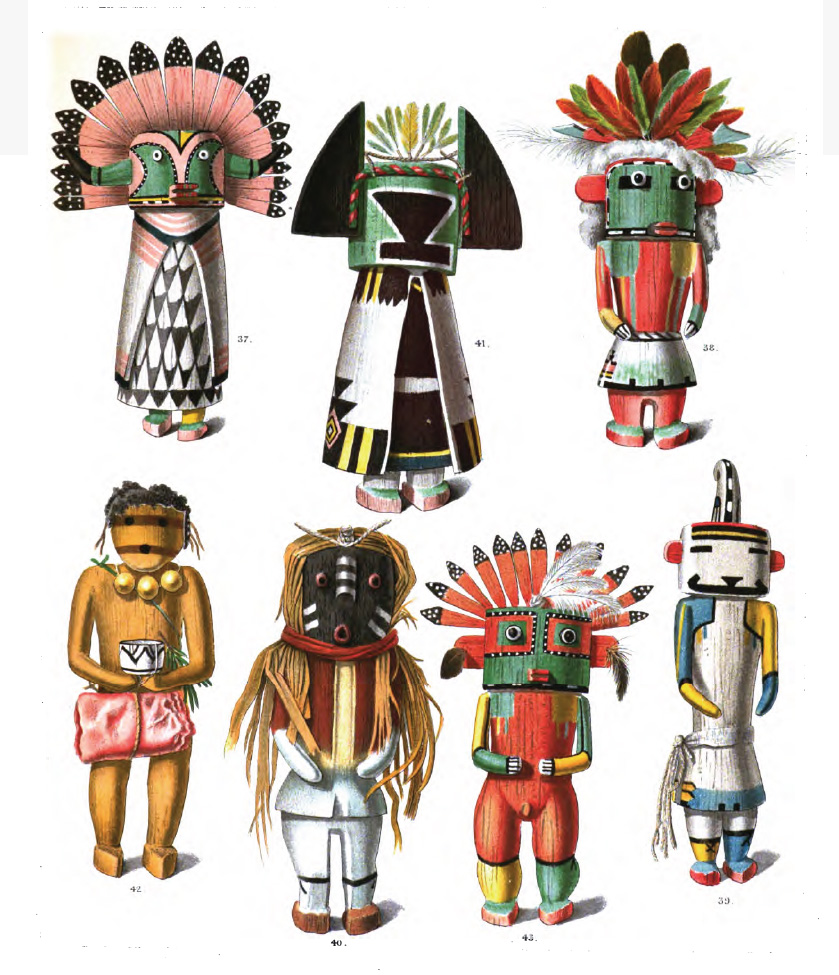
نقاشی‌هایی از عروسک‌های کچینا از یک کتاب انسان‌شناسی مربوط به سال ۱۸۹۴.

یکی از انجمن‌های مذهبی هوپی، انجمن کاتسینا است. به گفته بری پریتزکر، «ارواح با انعکاس ارتباط نزدیک بین دنیای زندگان و مردگان، نقش اساسی در سرزمین زندگان ایفا می‌کنند. آن‌ها با ابرها و موجودات فراطبیعی خیرخواه به نام کچینا (جمع کاتسینا) مرتبط هستند که در قله‌های سانفرانسیسکو درست در شمال فلگستف، آریزونا ساکن هستند.» به گفته سوزان و جیک پیج، کاتسینام «ارواح همه چیزهای جهان، سنگ‌ها، ستارگان، حیوانات، گیاهان و اجدادی هستند که زندگی خوبی داشته‌اند.»
حدود ۱۳۲۵ ماسک کچینا و رقصندگان کچینا به‌عنوان هنر صخره‌ای وجود دارند.
هوپی‌ها می‌گویند که در طول یک خشکسالی بزرگ، صدای آواز و رقص از قله‌های سانفرانسیسکو به گوششان رسید. پس از بررسی با کچیناها ملاقات کردند که به همراه هوپی‌ها به روستاهایشان بازگشتند و اشکال مختلف کشاورزی را به آن‌ها آموختند. هوپی‌ها معتقدند که شش ماه از سال، ارواح کچینا در روستاهای هوپی زندگی می‌کنند. مراسم نه روزه نیمان یا بازگشت به خانه، فصل کچینا را با رقص کچینا در فضای باز به پایان می‌رساند، که در آن صف کچیناها هدایای برداشت محصول را برای تماشاگران و عروسک‌های کچینا را برای دختران جوان می‌آورند. هر ساله گروه‌های مختلفی از کچیناها اجرا دارند. محبوب‌ترین آن‌ها گروه همیس ازهستند که با همراهی انواع ماناهای کچینا اجرا می‌کنند. پس از رقص بازگشت به خانه در اواخر ژوئیه یا اوایل اوت، کچیناها به مدت شش ماه به قله‌های سانفرانسیسکو بازمی‌گردند. هوپی‌ها معتقدند که این رقص‌ها برای حفظ هماهنگی و تعادل جهان حیاتی هستند. این کار هدف حیاتی و مهم دیگری هم دارد و آن آوردن باران به سرزمین خشک هوپی‌ها است.

## در فرهنگ عامه
- فیلم هنری و اپرای آوانگارد کویانیسکاتسی محصول ۱۹۸۲، هم به اصطلاح هوپی «کویانیسکاتسی» (به معنای «زندگی نامتعادل») و هم به سه پیش‌گویی یا هشدارها و آخرالزمان هوپی اشاره دارد.
- آلبوم عصر نوی دیوید لنز و پل اسپیر با نام دیدگاه کویر که در سال ۱۹۸۷ منتشر شد، آهنگی به نام «تاوتوما» دارد.
- در سراسر رمان باد تاریک نوشته تونی هیلرمن که اولین بار در سال ۱۹۸۲ منتشر شد، به اسطوره‌شناسی هوپی می‌پردازد، چرا که شخصیت‌های کلیدی مردان هوپی هستند و وقایع داستان در نزدیکی زیارتگاه‌های مهم یا در طول یک مراسم مهم رخ می‌دهد. گروهبان خیالی ناواهو، جیم چی، با یک هوپی خیالی به نام آلبرت «کابوی» دشی، که معاون بخش کوکونینو، آریزونا است، همکاری می‌کند و به زبان‌های هوپی و انگلیسی صحبت می‌کند.
- در رمان خدایان آمریکایی نوشته نیل گیمن (۲۰۰۱)، آقای ایبیس (تجسمی از خدای مصر باستان، تحوت) در مورد اکراه دانشمندان در پذیرش شواهد بازدیدکنندگان پیشاکلمبی از قاره آمریکا بحث می‌کند و به داستان سیپاپو به‌عنوان یک واقعیت تاریخی اشاره می‌کند: «خدا می‌داند اگر آن‌ها واقعاً تونل‌های ظهور هوپی را پیدا کنند چه اتفاقی خواهد افتاد. این موضوع چند چیز را تکان خواهد داد، فقط صبر کنید.»
- در فیلم ما ساخته جردن پیل، ادی در نقش دختر بچه‌ای در سال ۱۹۸۶ به سمت جاذبه «جستجوی بینش شمن» می‌رود و وارد آن می‌شود، ورودی آن توسط یک مرد بومی آمریکایی با سرگیر و دست راستش که به جستجوگران اشاره می‌کند، احاطه شده است. زیر او، درست بالای ورودی، لامپ‌ها کلمات «خودت را پیدا کن» و یک فلش را که به آرامی روشن و خاموش می‌شود، تشکیل می‌دهند. واضح است که روایت ضبط‌شده روی بلندگوی این جاذبه، جنبه‌هایی از داستان خلقت هوپی را بازگو می‌کند:

او این دو، یعنی زمین و آب را به مکان‌هایی تقسیم کرد که حیات می‌توانست از آن‌ها سرچشمه بگیرد. کوه‌ها و دره‌ها و آب‌ها، همه سر جای خودشان بودند. سپس سوتوکنانگ نزد تایووا رفت و گفت: «می‌خواهم ببینی چه کار کرده‌ام. و خوب عمل کرده‌ام.» و تایووا نگاهی انداخت و گفت: «خیلی خوب است. اما هنوز کار تو تمام نشده. حالا باید انواع حیات را خلق کنی و آن را طبق نقشه من به حرکت درآوری.»... و به فضا رفت و ماده‌ای جمع‌آوری کرد تا یاور خود، پیرزن عنکبوتی را بیافریند. سوتوکنگ گفت: «زن عنکبوتی به همه جایت نگاه کن.» «این‌جا اکنون فضای بی‌پایانی است، اما در جهان هیچ حرکت شادی‌بخشی وجود ندارد. جهان...» [سپس برق قطع می‌شود.]
دهه‌ها بعد وقتی ادیِ بالغ به همراه همسر و فرزندانش به همان پیاده‌رویی که مأموریت رؤیایی شمن در آن بود برمی‌گردند، آن مکان جنگل مرلین نامیده می‌شود.